# Australodocus
Australodocus bohetii
Genre
Espèce
Australodocus est un genre de dinosaures sauropodes du Jurassique représenté par une seule espèce, Australodocus bohetii.

## Publication originale
- (en) Kristian Remes, « A Second Gondwanan Diplodocid Dinosaur from the Upper Jurassic Tendaguru Beds of Tanzania, East Africa », Palaeontology, Londres, Wiley-Blackwell et Palaeontological Association, vol. 50, no 3,‎ mai 2007, p. 653-667 (ISSN 0031-0239 et 1475-4983, OCLC 44674714 et 1761779, DOI 10.1111/J.1475-4983.2007.00652.X).